# Brad Daugherty (cestista)
Bradley Lee Daugherty, detto Brad (Black Mountain, 19 ottobre 1965), è un ex cestista statunitense, professionista nella NBA.

## Carriera
È stato selezionato dai Cleveland Cavaliers al primo giro del Draft NBA 1986 (1ª scelta assoluta).

## Statistiche

### College
| Anno      | Squadra             | PG  | PT | MP   | TC%  | 3P% | TL%  | RP  | AP  | PRP | SP  | PP   |
| --------- | ------------------- | --- | -- | ---- | ---- | --- | ---- | --- | --- | --- | --- | ---- |
| 1982-1983 | N. Carol. Tar Heels | 35  | -  | 23,3 | 55,8 | -   | 66,3 | 5,2 | 0,9 | 0,3 | 1,0 | 8,2  |
| 1983-1984 | N. Carol. Tar Heels | 30  | -  | 27,4 | 61,0 | -   | 67,8 | 5,6 | 1,4 | 0,6 | 1,0 | 10,5 |
| 1984-1985 | N. Carol. Tar Heels | 36  | -  | 34,7 | 62,5 | -   | 74,2 | 9,7 | 2,1 | 0,8 | 1,3 | 17,3 |
| 1985-1986 | N. Carol. Tar Heels | 34  | 34 | 32,0 | 64,8 | -   | 68,4 | 9,0 | 1,8 | 1,0 | 1,1 | 20,2 |
| Carriera  | Carriera            | 135 | 34 | 29,4 | 62,0 | 0,0 | 70,0 | 7,4 | 1,6 | 0,7 | 1,1 | 14,2 |

### NBA

#### Regular Season
| Anno      | Squadra             | PG  | PT  | MP   | TC%  | 3P%  | TL%  | RP   | AP  | PRP | SP  | PP   |
| --------- | ------------------- | --- | --- | ---- | ---- | ---- | ---- | ---- | --- | --- | --- | ---- |
| 1986-1987 | Cleveland Cavaliers | 80  | 80  | 33,7 | 53,8 | -    | 69,6 | 8,1  | 3,8 | 0,6 | 0,8 | 15,7 |
| 1987-1988 | Cleveland Cavaliers | 79  | 78  | 37,4 | 51,0 | 0,0  | 71,6 | 8,4  | 4,2 | 0,6 | 0,7 | 18,7 |
| 1988-1989 | Cleveland Cavaliers | 78  | 78  | 36,2 | 53,8 | 33,3 | 73,7 | 9,2  | 3,7 | 0,8 | 0,5 | 18,9 |
| 1989-1990 | Cleveland Cavaliers | 41  | 40  | 35,1 | 47,9 | 0,0  | 70,4 | 9,1  | 3,2 | 0,7 | 0,5 | 16,8 |
| 1990-1991 | Cleveland Cavaliers | 76  | 76  | 38,8 | 52,4 | 0,0  | 75,1 | 10,9 | 3,3 | 1,0 | 0,6 | 21,6 |
| 1991-1992 | Cleveland Cavaliers | 73  | 73  | 36,2 | 57,0 | 0,0  | 77,7 | 10,4 | 3,6 | 0,9 | 1,1 | 21,5 |
| 1992-1993 | Cleveland Cavaliers | 71  | 71  | 37,9 | 57,1 | 50,0 | 79,5 | 10,2 | 4,4 | 0,7 | 0,8 | 20,2 |
| 1993-1994 | Cleveland Cavaliers | 50  | 50  | 36,8 | 48,8 | -    | 78,5 | 10,2 | 3,0 | 0,8 | 0,7 | 17,0 |
| Carriera  | Carriera            | 548 | 546 | 36,5 | 53,2 | 14,3 | 74,7 | 9,5  | 3,7 | 0,8 | 0,7 | 19,0 |

#### Playoffs
| Anno     | Squadra             | PG | PT | MP   | TC%  | 3P% | TL%  | RP   | AP  | PRP | SP  | PP   |
| -------- | ------------------- | -- | -- | ---- | ---- | --- | ---- | ---- | --- | --- | --- | ---- |
| 1988     | Cleveland Cavaliers | 5  | 5  | 40,8 | 46,0 | -   | 67,7 | 9,2  | 3,2 | 0,4 | 1,4 | 15,8 |
| 1989     | Cleveland Cavaliers | 5  | 5  | 33,4 | 36,2 | 0,0 | 60,0 | 9,2  | 2,4 | 1,2 | 1,0 | 11,0 |
| 1990     | Cleveland Cavaliers | 5  | 5  | 37,2 | 58,6 | -   | 69,6 | 9,6  | 4,0 | 0,4 | 0,8 | 22,8 |
| 1992     | Cleveland Cavaliers | 17 | 17 | 40,4 | 52,8 | 0,0 | 81,4 | 10,2 | 3,4 | 0,6 | 1,0 | 21,5 |
| 1993     | Cleveland Cavaliers | 9  | 9  | 39,6 | 55,7 | -   | 80,0 | 11,7 | 3,4 | 0,7 | 0,8 | 18,7 |
| Carriera | Carriera            | 41 | 41 | 39,0 | 51,9 | 0,0 | 75,6 | 10,2 | 3,3 | 0,7 | 1,0 | 19,1 |

## Palmarès
- McDonald's All-American Game (1982)
- NCAA AP All-America Second Team (1986)
- NBA All-Rookie First Team (1987)
- All-NBA Third Team (1992)
- 5 volte NBA All-Star (1988, 1989, 1991, 1992, 1993)